# ECW World Television Championship
L'ECW World Television Championship è stato il secondo titolo per importanza della federazione Extreme Championship Wrestling.

## Storia
Inizialmente il titolo si chiamava "NWA Eastern Championship Wrestling Television Championship"
|Ritiro = 7 gennaio 2001 e fu ribattezzato con il nome attuale (ECW World Television Championship) quando la ECW lasciò la National Wrestling Alliance nel 1994.
Il picco massimo di importanza fu raggiunto durante il regno di Rob Van Dam, quando il titolo poté essere paragonato addirittura all'ECW World Heavyweight Championship. Questo regno durò 23 mesi e finì solo a causa di un infortunio.
L'ultimo campione fu Rhyno che il 7 gennaio 2001 unificò questo titolo con l'ECW World Heavyweight Championship. 

Secondo Rhyno, la cintura dell'ECW World Television Championship gli venne rubata in un camerino. Dopo svariati anni, il titolo viene riesumato nella Game Changer Wrestling e il 14 gennaio 2022 all'evento GCW Most Notorious, Matt Cardona sconfigge Rhino, l'ultimo campione riconosciuto, vincendo il titolo (anche se la WWE non riconosce ufficialmente il regno). Il giorno successivo egli getta pubblicamente la cintura in un bidone della spazzatura.

### Storia del nome
| Data           | None                                                       | Note e riferimenti                  |
| -------------- | ---------------------------------------------------------- | ----------------------------------- |
| 12 agosto 1992 | NWA Eastern Championship Wrestling Television Championship | Prima assegnazione del titolo       |
| 27 agosto 1994 | ECW World Television Championship                          | ECW cessa la collaborazione con NWA |
| aprile 2001    | ECW World Television Championship                          | ECW cessa le attività               |

## Albo d'oro
| #  | Lottatore        | Regno | Data               | Evento                | Note                                               |
| -- | ---------------- | ----- | ------------------ | --------------------- | -------------------------------------------------- |
| 1  | Johnny Hot Body  | 1     | 12 agosto 1992     | N/A                   |                                                    |
|    | Vacante          |       | 12 settembre 1992  |                       | Infortunio di Hot Body                             |
| 2  | Jimmy Snuka      | 1     | 12 marzo 1993      | N/A                   |                                                    |
| 3  | Terry Funk       | 1     | 1º ottobre de 1993 | NWA Bloodfest: Part 1 |                                                    |
| 4  | Sabu             | 1     | 13 novembre 1993   | November to Remember  |                                                    |
| 5  | The Tazmaniac    | 1     | 6 marzo 1994       | N/A                   |                                                    |
| 6  | J.T. Smith       | 1     | 6 marzo 1994       | N/A                   |                                                    |
| 7  | Pitbull #1       | 1     | 16 aprile 1994     | N/A                   |                                                    |
| 8  | Mikey Whipwreck  | 1     | 13 maggio 1994     | N/A                   |                                                    |
| 9  | Jason            | 1     | 13 agosto 1994     | Hardcore Heaven       |                                                    |
| 10 | 2 Cold Scorpio   | 1     | 4 novembre 1994    | N/A                   |                                                    |
| 11 | Dean Malenko     | 1     | 4 novembre 1994    | N/A                   |                                                    |
| 12 | 2 Cold Scorpio   | 2     | 18 marzo 1995      | N/A                   |                                                    |
| 13 | Eddie Guerrero   | 1     | 8 aprile 1995      | Three Way Dance       |                                                    |
| 14 | Dean Malenko     | 2     | 21 giugno 1995     | N/A                   |                                                    |
| 15 | Eddie Guerrero   | 2     | 28 luglio 1995     | N/A                   |                                                    |
| 16 | 2 Cold Scorpio   | 3     | 25 agosto 1995     | N/A                   |                                                    |
| 17 | Mikey Whipwreck  | 2     | 29 dicembre 1995   | N/A                   |                                                    |
| 18 | 2 Cold Scorpio   | 4     | 5 gennaio 1996     | House Party           |                                                    |
| 19 | Shane Douglas    | 1     | 11 maggio 1996     | Matter of Respect     |                                                    |
| 20 | Pitbull #2       | 1     | 1º giugno 1996     | Fight the Power       |                                                    |
| 21 | Chris Jericho    | 1     | 22 giugno 1996     | Hardcore Heaven       |                                                    |
| 22 | Shane Douglas    | 2     | 13 luglio 1996     | Heat Wave             |                                                    |
| 23 | Taz              | 2     | 7 luglio 1997      | Wrestlepalooza        | Il primo regno fu con il Ring name "The Tazmaniac" |
| 24 | Bam Bam Bigelow  | 1     | 1º marzo 1998      | Living Dagerously     |                                                    |
| 25 | Rob Van Dam      | 1     | 4 aprile 1998      | N/A                   |                                                    |
|    | Vacante          |       |                    | 4 marzo 2000          | Infortunio di Rob Van Dam                          |
| 26 | Super Crazy      | 1     | 12 marzo 2000      | Living Dagerously     |                                                    |
| 27 | Yoshihiro Tajiri | 1     | 8 aprile 2000      | ECW on TNN            |                                                    |
| 28 | Rhino            | 1     | 22 aprile 2000     | CyberSlam             |                                                    |
| 29 | Kid Kash         | 1     | 26 agosto 2000     | ECW on TNN            |                                                    |
| 30 | Rhino            | 2     | 9 settembre 2000   | ECW on TNN            |                                                    |
|    | Ritirato         |       | 11 aprile 2001     |                       | La ECW chiude l'attività.                          |